# Теорема симметрии Лернера
Теорема симметрии Лернера — теорема, используемая в теории международной торговли, которая гласит, что адвалорный импортный тариф (в процентах от стоимости или количества за единицу товара) будет иметь тот же эффект, что и экспортный налог. Теорема основана на наблюдении, что независимо от того, какая политика (адвалорные тарифы или налоги на экспорт) применяется — влияние на относительные цены одинаково.
Теорема была разработана экономистом Аббой Лернером в 1936 году.   